# Зорино (Бурятия)
Зо́рино — село в Баргузинском районе Бурятии. Входит в сельское поселение «Адамовское».

## География
Расположено на правом берегу реки Баргузин в 6 км к северо-востоку от центра сельского поселения, села Адамово, и в 21 км к юго-западу от районного центра, села Баргузин, по южной стороне Баргузинского тракта, региональной автодороги Р438. В 2 км северо-западнее села находится посёлок Журавлиха.

## Население
| 2002 | 2010 |
| ---- | ---- |
| 83   | ↘68  |

## Инфраструктура
Сельский клуб.

## Экономика
Рыболовство, заготовка и переработка древесины.